# Сапаг, Хорхе Аугусто
Хорхе Сапаг (исп. Jorge Augusto Sapag; род. 18 июля 1951) — аргентинский политик, губернатор провинции Неукен.

## Биография
Родился 18 июля 1951 года в Сапале. Член одной влиятельной семьи: его отец Элиас был сенатором, его дядя был пять раз губернатором провинции, его сестра интендент в Сан-Мартин-де-лос-Андес.
В 1976 году поступил в адвокатуру.
Был министром образования и правосудия провинции.
В 1999 году стал вице-губернатором.
В 2007 году был избран губернатором провинции.